# 8194 Сатаке
8194 Сатаке (8194 Satake) — астероїд головного поясу, відкритий 16 вересня 1993 року.
Тіссеранів параметр щодо Юпітера — 3,555.
Названо на честь Сатаке (яп. さたけ(佐竹) сатаке).